# Lehotská planina
Lehotská planina je geomorfologický podcelek pohoří Pohronský Inovec. Nejvyšší vrcholem podcelku je Dreichov vrch, vysoký 756 m n. m.

## Vymezení
Podcelek zabírá severozápadní část pohoří Pohronský Inovec a v rámci pohoří navazuje na jihu na Veľký Inovec a na východě na Vojšín. Severně navazuje Tribeč s podcelkem Rázdiel a západním směrem se země svažuje do Žitavské pahorkatiny, patřící do Podunajské pahorkatiny. 

## Vybrané vrcholy
- Dreichov vrch  ) - (756 m n. m.) nejvyšší vrchol podcelku
- Hrádok (688 m n. m.)
- Včelár (503 m n. m.) [2]

## Chráněná území
V západní části podcelku leží národní přírodní rezervace Včelár.